# Мюлхайм ан дер Мозел
Вижте пояснителната страница за други значения на Мюлхайм.
Мюлхайм ан дер Мозел (на немски: Mülheim an der Mosel) е община в Рейнланд-Пфалц, Германия, с 1007 жители (към 31 декември 2015).
Намира се на река Мозел.